# 柴田郵便局
柴田郵便局（しばたゆうびんきょく）は、宮城県柴田郡柴田町にある郵便局。民営化前の分類では集配特定郵便局であった。

## 概要
住所：〒989-1699 宮城県柴田郡柴田町船岡中央1-10-19

### 出張所（局外設置ATM）
郵政民営化とともに、管轄はゆうちょ銀行仙台支店に変更されている。
- 仙台大学内出張所（ホリデーサービス実施）
- イオン船岡店内出張所（ホリデーサービス実施）
- ヨークベニマル柴田店内出張所（ホリデーサービス実施）

## 沿革
- 2007年（平成19年）10月1日 - 民営化に伴い、併設された郵便事業大河原支店柴田集配センターに一部業務を移管。
- 2012年（平成24年）10月1日 - 日本郵便株式会社発足に伴い、郵便事業大河原支店柴田集配センターを柴田郵便局に統合。

## 取扱内容
- 郵便、印紙、ゆうパック、内容証明
- 貯金、為替、振替、振込、国際送金、国債、投資信託
- 生命保険、バイク自賠責保険、がん保険、変額年金保険
- ゆうちょ銀行ATM
- 柴田町内の一部地域（〒989-16xx）の集配業務

## 周辺
- 船岡駅
- 宮城県道50号白石柴田線
- 柴田町役場
- 船岡城址公園

## アクセス
- JR東北本線船岡駅下車徒歩5分
- 駐車場あり：13台